# Sphinctomyrmex emeryi
Sphinctomyrmex emeryi é uma espécie de formiga do gênero Sphinctomyrmex.